# Osiedle Bajkowe (Poznań)

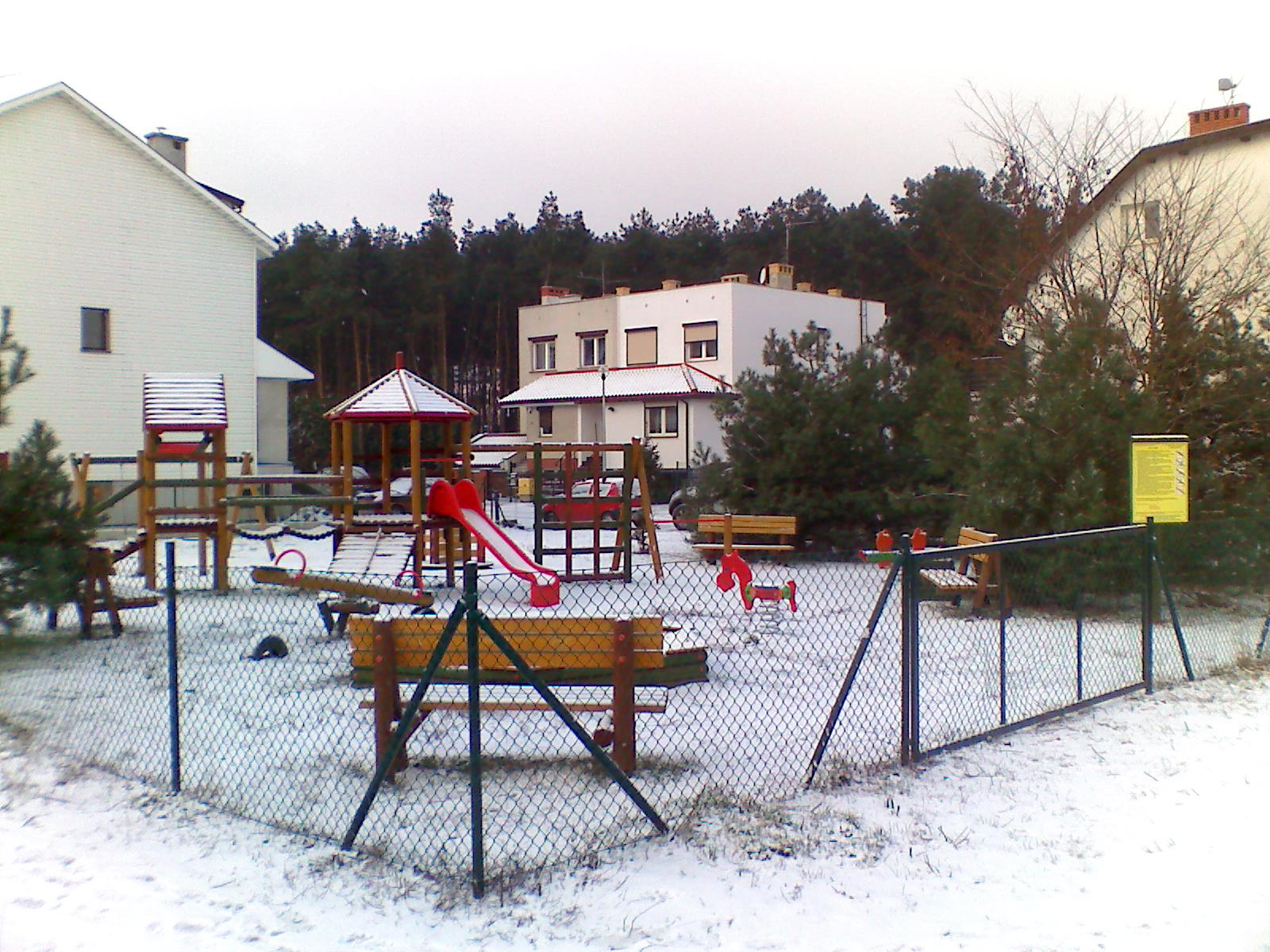
Osiedle Bajkowe zimą

Osiedle Bajkowe – osiedle mieszkaniowe na granicy Ławicy z Edwardowem, w Poznaniu, w osiedlu administracyjnym Ławica, położone w bezpośrednim sąsiedztwie Portu lotniczego Poznań-Ławica.

## Charakterystyka
Osiedle zabudowane przede wszystkim domami szeregowymi z niewielkim udziałem handlu i usług. Osią założenia jest ulica Jana Brzechwy. W pobliżu znajduje się schronisko dla zwierząt, ogrody działkowe i Lasek Marceliński. Osiedle graniczy także z Wydmami (na południu).
Dojazd z centrum miasta zapewniają autobusy MPK Poznań linii 148, 159 i 177 oraz nocna 242.
Na osiedlu znajdują się ulice, których nazwy pochodzą od:

- Christiana Andersena
- Jana Brzechwy
- Ezopa
- Fedrusa
- Wilhelma Grimma
- Stanisława Jachowicza
- Iwana Kryłowa
- Jana Maklakiewicza
- Kornela Makuszyńskiego
- Artura Oppmana
- Janiny Porazińskiej
- Juliana Tuwima
- Boruty
- Guliwera
- Janosika
- Kopciuszka
- Krasnoludków
- Królewny Śnieżki
- Leśnych Skrzatów
- Lisa Witalisa
- Makowej Panienki
- Misia Uszatka
- Pana Kleksa
- Pana Twardowskiego
- Rokity
- Rumcajsa
- Sierotki Marysi
- Smoka wawelskiego
- Szeherezady
- Wieczorynki